# Giessbachbahn

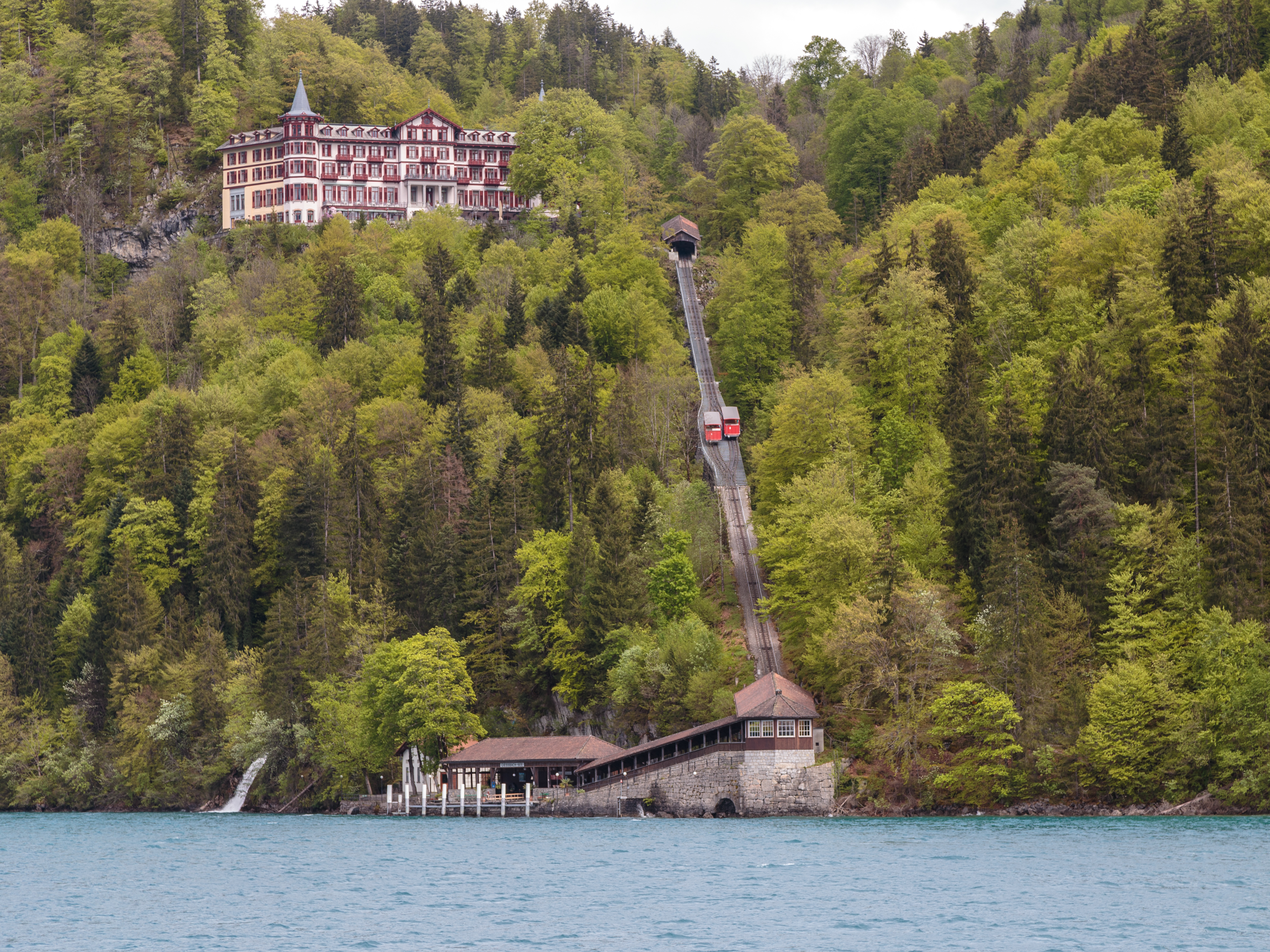
Grandhotel, Schifflände Giessbach-See und Fahrzeuge der Giessbachbahn

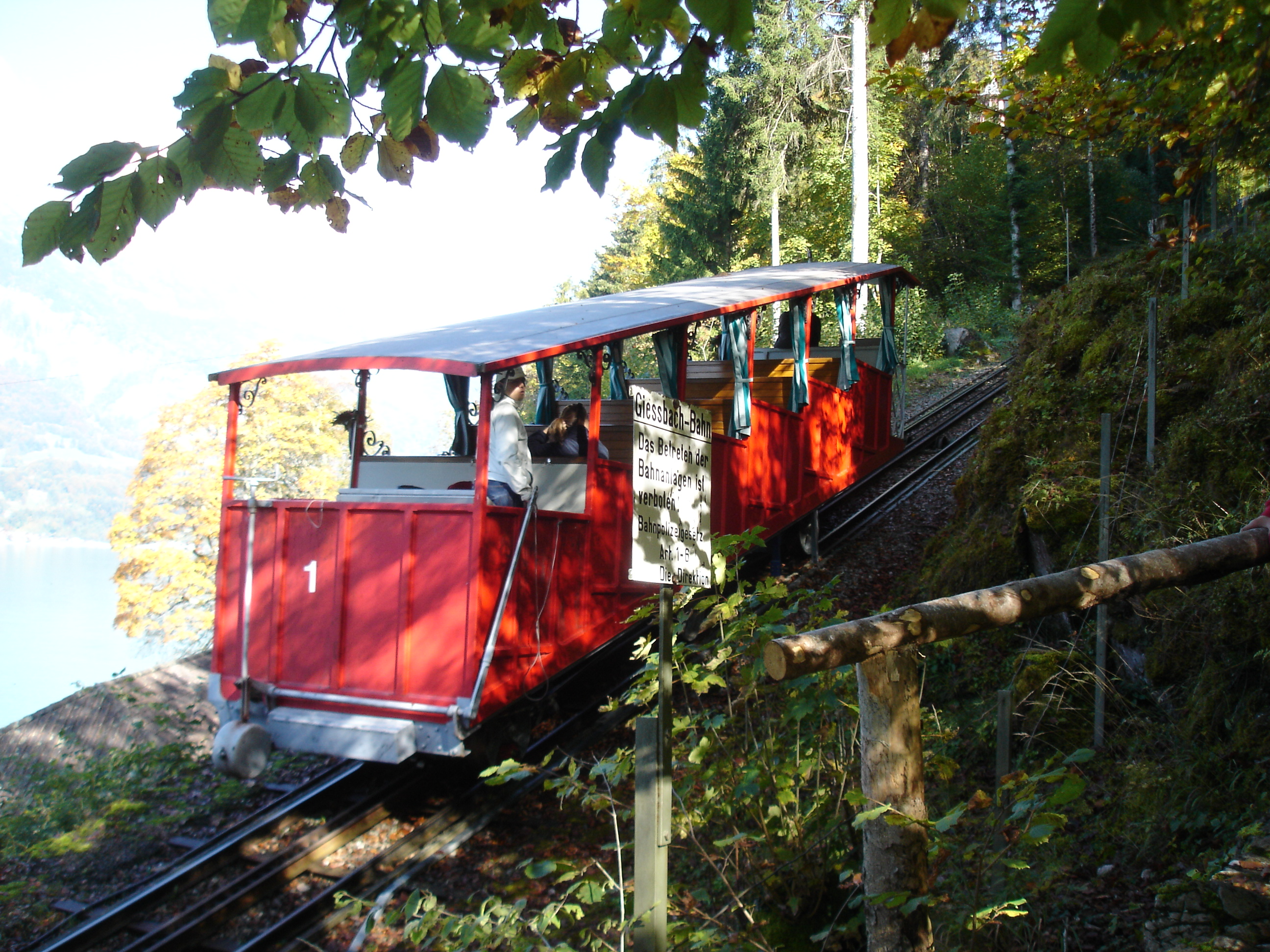
Wagen bei der Talstation

Die am 21. Juli 1879 eröffnete Giessbachbahn, abgekürzt GbB, ist die älteste Standseilbahn der Schweiz, die noch in Betrieb ist und gleichzeitig die erste nur für den Tourismus erbaute Seilbahn der Schweiz. Es ist die älteste eingleisig erbaute Standseilbahn mit Ausweiche in der Mitte.

## Geschichte
Im Jahr 1875 wurde das Grandhotel Giessbach über dem Brienzersee eröffnet. Carl Hauser-Blattman, der Besitzer des Hotels, liess von der Internationalen Gesellschaft für Bergbahnen eine Standseilbahn von der Schiffländte am Brienzersee zum Hotel bauen. Die Bahn wurde von Carl Roman Abt projektiert, der damals bei der von Niklaus Riggenbach und Olivier Zschokke geleiteten Gesellschaft arbeitete. Die Bauteile der Bahn wurden in der Werkstatt der Gesellschaft in Aarau hergestellt, eröffnet wurde die Bahn 1879.
Nach dem Konkurs der Internationalen  Gesellschaft für Bergbahnen wurde die Bahn von der Bell Maschinenfabrik betreut. In der Betriebspause über den Winter 1890/1891 wurde ein neuer Typ Ausweiche eingebaut und die dreiachsigen Fahrwerke der Wagen an diese angepasst. Die als erste Wasserballastbahn der Schweiz eröffnete Giessbachbahn wurde 1912 auf den mechanischen Antrieb durch eine Turbine umgebaut, der 1948 durch einen Elektroantrieb mit zwei Motoren ersetzt wurde. Im Jahre 1958 wurde anstelle der beiden Motoren ein einziger von der Maschinenfabrik Oerlikon eingesetzt.
Das Hotel wurde 1979 geschlossen und sollte durch einen modernen Betonbau ersetzt werden. Um dies zu verhindern wurde es auf Initiative von Umweltschützer Franz Weber durch die Vereinigung Helvetia Nostra 1983 gekauft und die Unterschutzstellung beantragt.
1989 wurde der Gleiskörper der Bahn erneuert.
Im Winter 1998/1999 wurde der Antrieb durch eine Antriebsgruppe der Firma Von Roll ersetzt.
Die Seilbahn wurde im August 2015 von der American Society of Mechanical Engineers als historisches Denkmal des Maschinenbaus ausgezeichnet. Entsprechende Gedenktafeln befinden sich in der Tal- und der Bergstation.

### Geschichtliche Einordnung
Bereits vor der Giessbachbahn wurde in der Schweiz 1877 die Chemin de fer Lausanne-Ouchy eröffnet, die bis 1958 auf dem Trasse der späteren Zahnradbahn Lausanne–Ouchy verkehrte.
Die folgenden vier europäischen Standseilbahnen sind älter als die Giessbachbahn und stehen immer noch in Betrieb:
- Budavári Sikló in Budapest, Ungarn, eröffnet am 2. März 1870
- Tünel in Istanbul, eröffnet am 17. Januar 1875
- Scarborough South Cliff in Scarborough, England, eröffnet am 6. Juli 1875
- Funiculaire de Saint-Just in Lyon, Frankreich, eröffnet am 8. August 1878

## Strecke
Die Giessbachbahn liegt am Brienzersee im Kanton Bern und verbindet die Schiffstation Giessbach See mit dem historischen Grandhotel Giessbach, das ca. 100 Meter oberhalb des Sees gelegen ist. Die Bahn überwindet auf ihrer 345 Meter langen Strecke einen Höhenunterschied von 98 Metern, die Steigung beträgt zwischen 240 und 320 Promille. In unmittelbarer Nähe befinden sich die imposanten Wasserfälle des Giessbachs.
Der obere Streckenabschnitt verläuft über fünf aufeinander folgende filigrane Fachwerk-Bogenbrücken mit einer Länge von zusammen 174 Metern, die, ebenso wie die Bahn selbst, aus der Werkstätte Aarau von Niklaus Riggenbach stammen. Die bis heute original-erhaltenen dreiachsigen roten Bahnwagen besitzen Holzbänke und farbige Vorhänge, die den Fahrgästen bei Regen Schutz bieten.

### Ausweiche

#### Erste Ausführung
Die meterspurige Giessbachbahn wurde als erste eingleisigen Standseilbahnen mit einer Ausweichstelle in der Streckenmitte gebaut. Sie verwendet zwei Abt'sche Weichen, die ohne bewegliche Weichenzungen auskommen. Für die Spurführung hatte ein Wagen Räder mit inneren Spurkränzen, der andere Wagen solche mit äusseren Spurkränzen. Diese erste Ausführung der Abt'schen Weiche war kompliziert und verursachte mehr Unterhaltskosten als die heutige Ausführung.

#### Umbau 1891
Im Jahre 1886 wurde erstmals bei der Standseilbahn Lugano–Bahnhof SBB die heute übliche Variante der Abt'schen Weiche verbaut, die 1891 auch bei der Giessbachbahn eingebaut wurde. Sie verwendet Wagen, die jeweils nur an einer Seite Räder mit beidseitigen Spurkränzen haben, wobei ein Wagen die linke Schiene führend umgreift, der andere die rechte. Die Räder der ungeführten Seite besitzen keinen Spurkranz, dafür eine breitere Lauffläche. Damit können die Unterbrechungen der innenliegenden Schienen im Bereich der Weichen problemlos überquert werden, ebenso wie die notwendigen Durchlässe für das kreuzende Zugseil.
| Fahrplanfeld: | 2470 (früher 1470)   |                                        |             |
| Streckenlänge: | 0,345 km             |                                        |             |
| Spurweite: | 1000 mm (Meterspur)  |                                        |             |
| Maximale Neigung: | 320 ‰                |                                        |             |
| Streckengeschwindigkeit: | 1,9 m/s = 6,8 km/h   |                                        |             |
| |                      |                                        |             |
| Durchmesser Zugseil | 26 mm                |                                        |             |
| Fahrzeit | 4:16 min             |                                        |             |
| Sitzplätze je Wagen | 40                   |                                        |             |
| Länge der Wagen | 11 m                 |                                        |             |
| Hersteller | Doppelmayr, Von Roll |                                        |             |
| Streckenverlauf |                      |                                        |             |
| \| \| \| Giessbach See Schiffländte Brienzersee \| \| \| \| 0 \| Giessbach See (Talstation) \| 566 m ü. M. \| \| \| \| \| \| \| \| \| Abtsche Ausweiche \| \| \| \| \| \| \| \| \| \| Giessbach Hotel \| 656 m ü. M. \| |                      |                                        |             |
| |                      | Giessbach See Schiffländte Brienzersee |             |
| Kopfbahnhof Streckenanfang | 0                    | Giessbach See (Talstation)             | 566 m ü. M. |
| Strecke |                      |                                        |             |
| |                      | Abtsche Ausweiche                      |             |
| Strecke |                      |                                        |             |
| Kopfbahnhof Streckenende |                      | Giessbach Hotel                        | 656 m ü. M. |

## Antriebssystem

### Wasserballast
Die Giessbachbahn wurde ursprünglich als Wasserballastbahn geplant und realisiert. Die beiden Wagen wurden über ein Zugseil miteinander verbunden, das in der Bergstation über eine Umlenkrolle geführt wurde. Ein unter den Wagenkästen eingebauter Wassertank wurde auf der Bergstation mit bis zu 5 Kubikmeter Wasser gefüllt. Der talwärts fahrende Wagen konnte dadurch den bergwärts fahrenden durch sein höheres Gewicht nach oben ziehen. Nach dem Feststellen der Bremsen wurde das Wasser in der Talstation wieder abgelassen. Die Fahrtzeit betrug damals 6 Minuten. Zum Bremsen der 11 Meter langen Wagen wurde die Anlage mit Leiterzahnstangen und Zahnrädern der Bauart Riggenbach ausgerüstet. Die ursprünglichen Untergestelle der Wagen hatten auf der Talseite ein zweiachsiges Laufgestell und bergseits eine Einzelachse. Um den Radien bei der Ausweiche besser folgen zu können, wurden 1891 neue dreiachsige Untergestelle eingebaut.
Weil die Bahn nach jeder Fahrt eine Pause einlegen musste, da die Wagentanks jedes Mal entleert bzw. befüllt werden mussten, wurde das Prinzip der Wasserballastbahn nach mehreren kleineren Umbauten aufgegeben. Ausserdem konnte die Bahn im Winter wegen Vereisungsgefahr nicht betrieben werden. Weil die Bergstation am Anfang noch kein Dach hatte, wurden beide Wagen in der Talstation untergebracht, wobei der obere Wagen nach Saisonschluss mit der Schwerkraft zur Talstation gefahren, wo er über eine dafür vorgesehene Weiche auf einem Stumpfgleis neben dem unteren Wagen eingestellt werden konnte. Für die Betriebsaufnahme im Frühjahr musste der Wagen mit einem handgetriebenen Zahnradwagen wieder in die Bergstation verbracht werden.

### Pelton-Turbine
Die Bell Maschinenfabrik aus Kriens baute die Anlage im Jahre 1912 für den mechanischen Antrieb mit einer Pelton-Zwillings-Turbine um, die sich in der Bergstation befand. Die Kraft wurde über ein Schneckengetriebe auf die heute noch benutzte Antriebsscheibe mit drei Rillen übertragen. Vier Seilumlenkräder führen das Seil der Antriebsscheibe zu. Zugleich wurden auch die 1903 entfernten mittleren Achsen an den Wagen wieder eingebaut. Die Fahrgeschwindigkeit konnte auf 1,2 Meter pro Sekunde erhöht werden.

### Elektromotor
Um die Betriebssicherheit zu erhöhen, wurde die Turbine 1948 durch zwei Elektromotoren mit je 12,5 PS ersetzt. Die Fahrgeschwindigkeit erhöhte sich damit auf 1,9 Meter pro Sekunde. Der Strom für den Antrieb wurde von einer Pelton-Turbine in der Talstation erzeugt, die einen Generator antrieb. Die Bergstation erhielt ein Dach, sodass der obere Wagen über den Winter in der Bergstation verbleiben konnte.
Von 1958 bis zum jüngsten Umbau im Winter 1998/99 wurde die Bahn mit einem einzelnen Elektromotor der MFO betrieben. Mit dem modernen Antrieb der Firma Von Roll beträgt die Fahrtzeit seitdem 5 Minuten. Er besteht aus einem fremdbelüfteten Gleichstrommotor mit einer Leistung von 31 kW, der von einem gesteuerten Gleichrichter in Thyristortechnik mit Energie versorgt wird.
Im Jahr 2022 erfolgte der Umbau des Leistungsteils. Es wurde ein neuer Drehstrommotor mit einer Leistung von 45 kW eingebaut. Die Motorsteuerung erfolgt mit einem Frequenzumrichter.